# Монтиньи-сюр-Ванс
Монтиньи́-сюр-Ванс (фр. Montigny-sur-Vence) — коммуна во Франции, находится в регионе Шампань — Арденны. Департамент — Арденны. Входит в состав кантона Омон. Округ коммуны — Шарлевиль-Мезьер.
Код INSEE коммуны — 08305.
Коммуна расположена приблизительно в 190 км к северо-востоку от Парижа, в 80 км севернее Шалон-ан-Шампани, в 16 км к юго-западу от Шарлевиль-Мезьера.

## Население
Население коммуны на 2008 год составляло 224 человека.
| 1962 | 1968 | 1975 | 1982 | 1990 | 1999 | 2008 |
| ---- | ---- | ---- | ---- | ---- | ---- | ---- |
| 131  | 152  | 134  | 117  | 151  | 158  | 224  |

## Экономика
В 2007 году среди 135 человек в трудоспособном возрасте (15—64 лет) 104 были экономически активными, 31 — неактивными (показатель активности — 77,0 %, в 1999 году было 71,3 %). Из 104 активных работали 94 человека (54 мужчины и 40 женщин), безработных было 10 (2 мужчин и 8 женщин). Среди 31 неактивных 12 человек были учениками или студентами, 8 — пенсионерами, 11 были неактивными по другим причинам.

## Фотогалерея

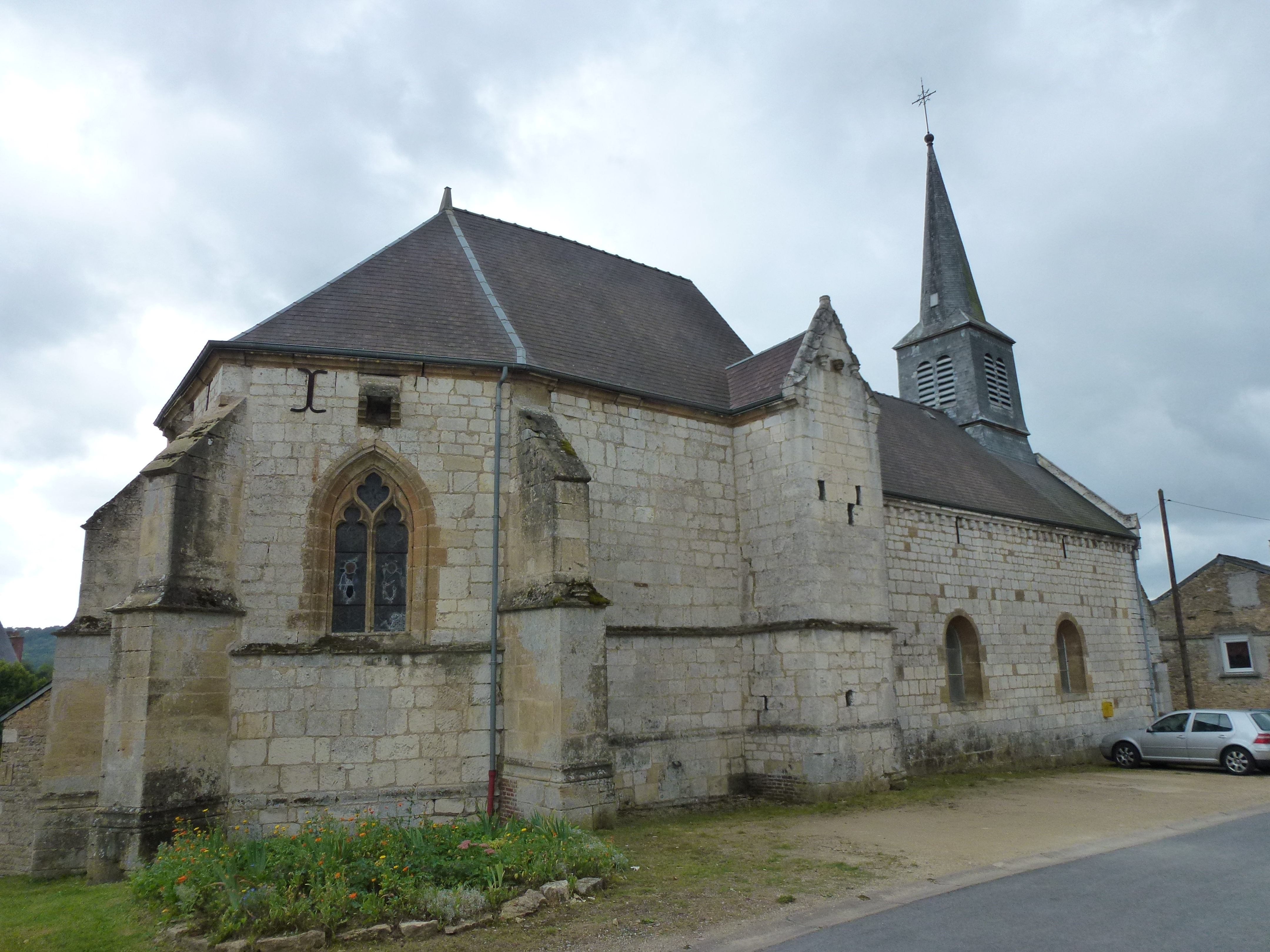
Церковь Сен-Брис
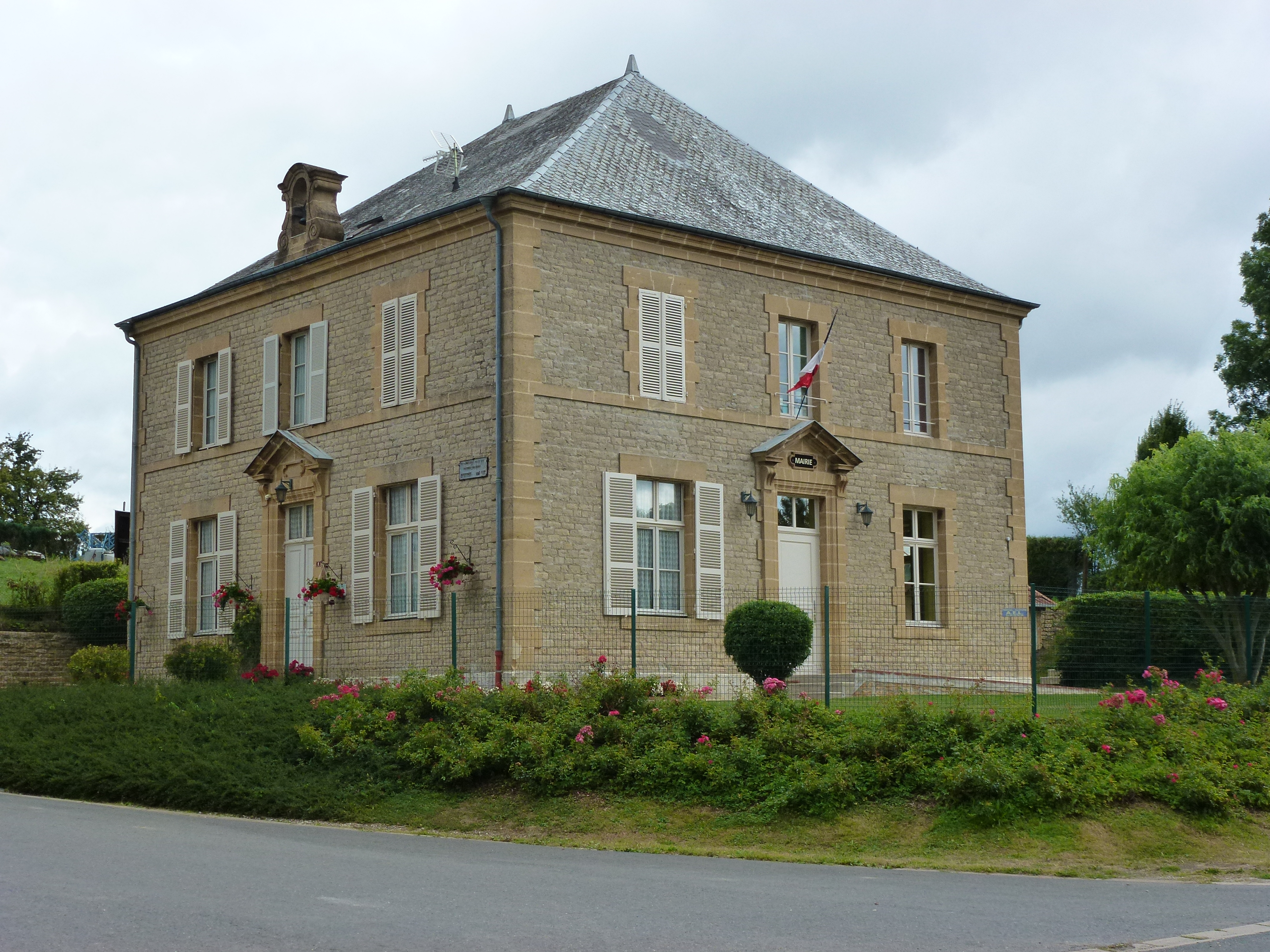
Мэрия
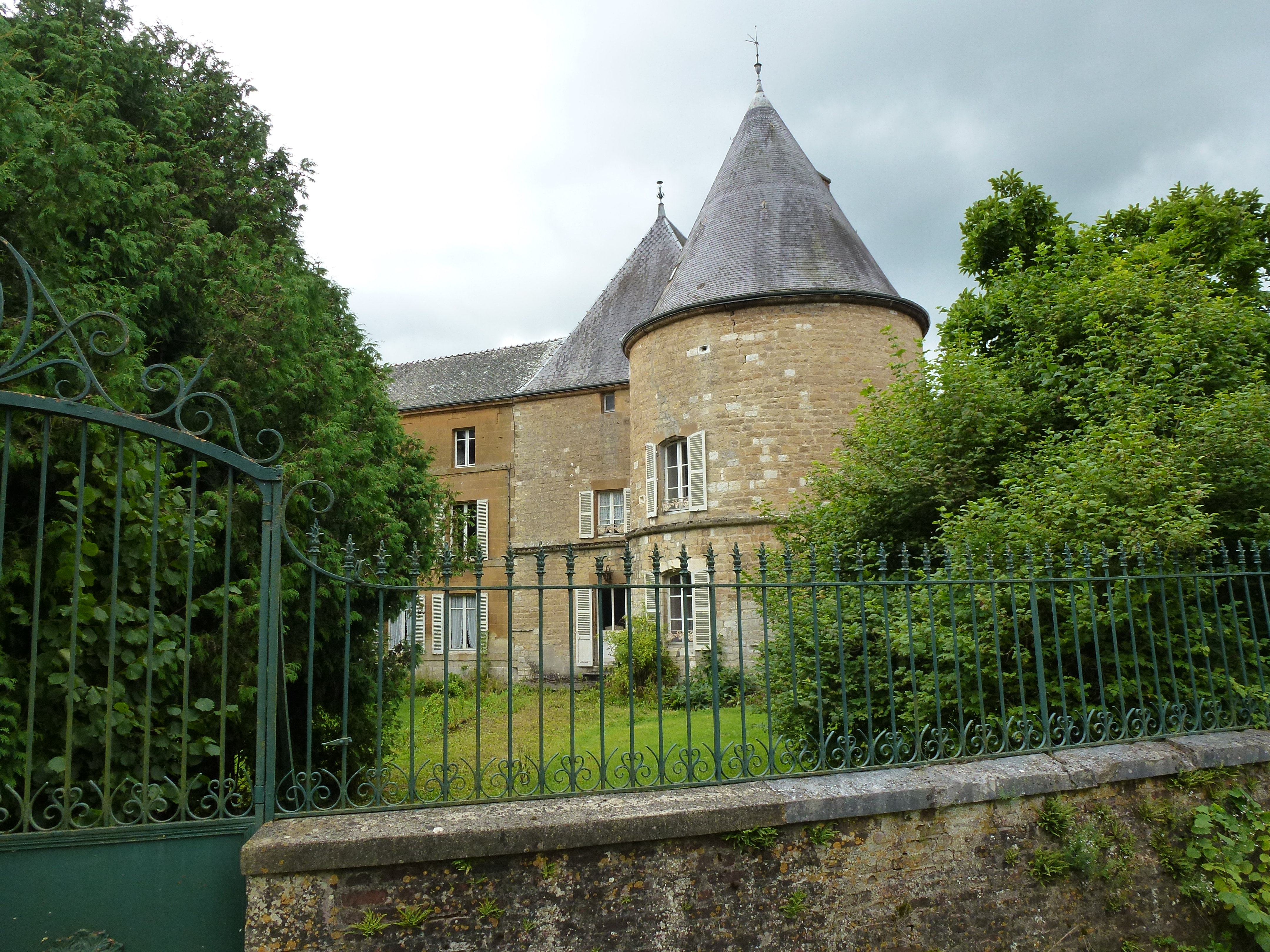
Замок
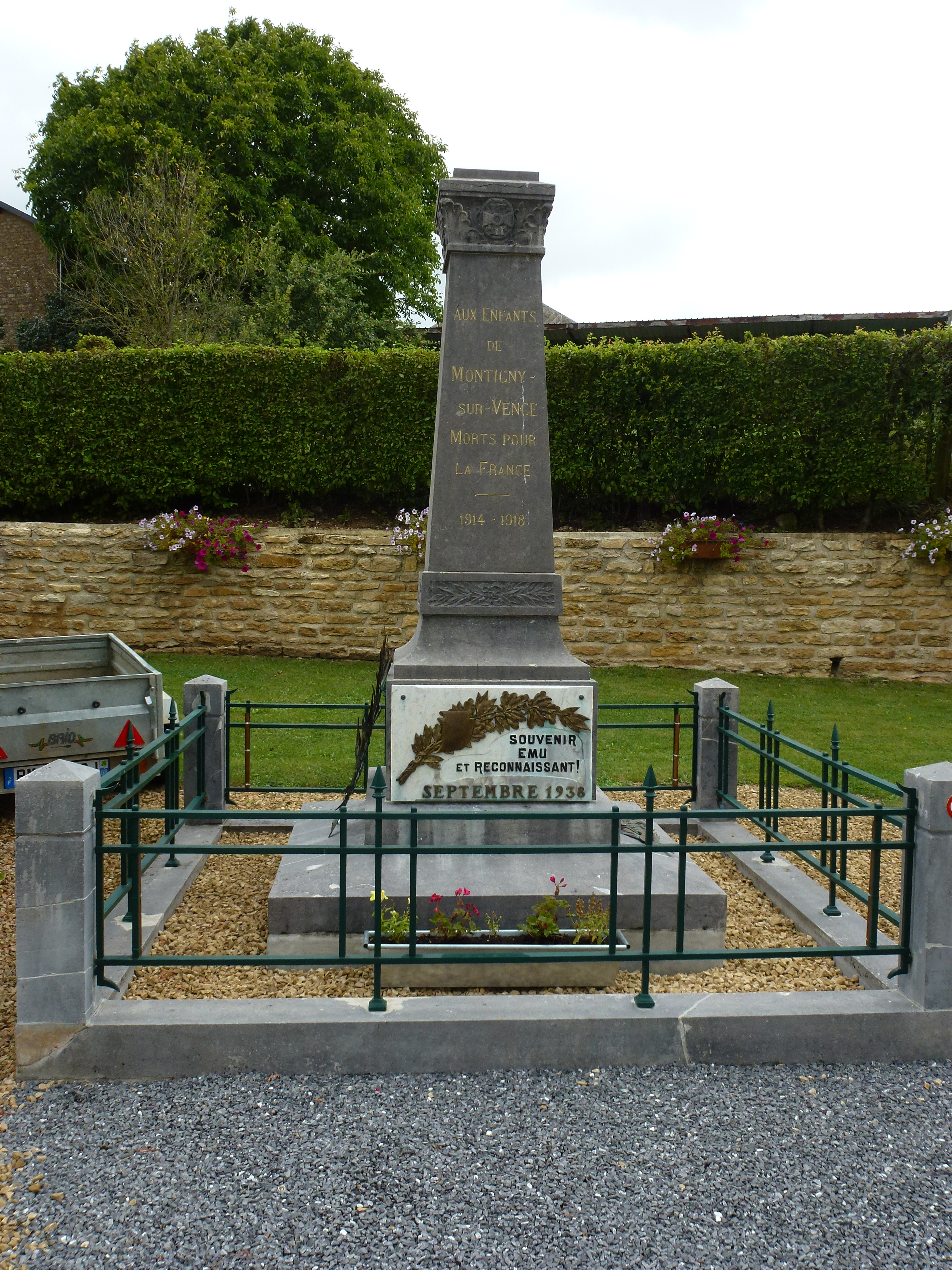
Памятник погибшим в Первой мировой войне